# Lyngby Radio
Koordinaten: 55° 46′ 0″ N, 12° 28′ 30″ O
Lyngby Radio (Rufzeichen: OXZ) ist die einzige dänische Küstenfunkstelle in der Stadt Lyngby circa zehn Kilometer nördlich von Kopenhagen. Sie arbeitet auf Grenzwelle und Ultrakurzwelle (UKW). Der Mittelwellendienst (Morsetelegrafie (Tastfunk) auf 500 kHz) wurde am 31. Januar 1999, der Kurzwellendienst am 1. Oktober 2009 eingestellt. Früher war Lyngby Radio eine von vier dänischen Küstenfunkstellen, wobei die anderen drei die folgenden waren:
| Küstenfunkstelle | Rufzeichen | selbständiger Betrieb |
| ---------------- | ---------- | --------------------- |
| Skagen Radio     | OXP        | 1945–1993             |
| Blåvand Radio    | OXB        | 1914–1996             |
| Rønne Radio      | OYE        |                       |

Alle drei werden heute von Lyngby Radio aus fernbedient. 

## UKW-Dienst
Lyngby Radio wickelt seinen UKW-Verkehr über 19 abgesetzte Funkstationen ab, die über die gesamte dänische Küste verteilt sind. Im Gegensatz zu den Gepflogenheiten in Deutschland werden diese abgesetzten Stationen nicht unter ihren Positionsnamen (beispielsweise „Als Radio“) gerufen, sondern allesamt als „Lyngby Radio“. Auf jeden Anruf an Lyngby Radio auf Kanal 16 fragt der Operator die Position des sendenden Schiffes ab und weist einen Arbeitskanal je nach nächst verfügbarer abgesetzter Station zu. Wer die Verteilung der Stationen kennt, kann direkt auf dem bzw. den Arbeitskanälen der best erreichbaren abgesetzten Station rufen. Die Kanäle wurden zuletzt im Oktober 2015 geändert.
| Als |

| Anholt |

| Blåvand |

| Bovbjerg |

| Fornæs |

| Frejlev |

| Hanstholm |

| Hirtshals |

| Karleby |

| København/Lynetten |

| Læsø |

| Mern |

| Røsnæs |

| Silkeborg |

| Skagen |

| Svendborg |

| Vejby |

| Vejle |

| Årsballe |

| Skamlebæk |

| Rønne |

| Lyngby Radio |

| Als |

| Anholt |

| Blåvand |

| Bovbjerg |

| Fornæs |

| Frejlev |

| Hanstholm |

| Hirtshals |

| Karleby |

| København/Lynetten |

| Læsø |

| Mern |

| Røsnæs |

| Silkeborg |

| Skagen |

| Svendborg |

| Vejby |

| Vejle |

| Årsballe |

| Skamlebæk |

| Rønne |

| Lyngby Radio |

## Grenzwellendienst
Seit dem Wegfall der deutschen Küstenfunkstellen der Deutschen Telekom am 1. Januar 1999 übernahm Lyngby Radio die Überwachung des Seegebietes A2 durch Hörwache auf 2182 kHz bzw. 2187,5 kHz für die deutsche Nord- und Ostseeküste. (Zwischen dem 1. Januar 1996 und dem 31. Januar 1999 hatte Lyngby Radio bereits die Hörwache auf 500 kHz für die Deutschen Seegebiete übernommen, nachdem Norddeich Radio diesen Dienst am 31. Dezember 1995 eingestellt hatte.) Seit Anfang Oktober 2012 hat die Deutsche Gesellschaft zur Rettung Schiffbrüchiger (DGzRS) die Überwachung des  international einheitlichen Seefunkkanals im Grenzwellenfunk 2187,5 kHz (DSC) übernommen.
Außerdem bietet Lyngby Radio innerhalb des GMDSS unter der DSC-MMSI 002191000 folgende Anruffrequenzen für Grenzwellendienste  über Sende- und Empfangsanlagen in Blåvand und Skagen an :
| Lyngby Radio                                                                             | Sende- frequenz der Küstenfunkstelle | Empfangs- frequenz der Küstenfunkstelle |
| ---------------------------------------------------------------------------------------- | ------------------------------------ | --------------------------------------- |
| DSC-Ruf im Not-, Dringlichkeits- und Sicherheitsverkehr                                  | 2187,5 kHz                           | 2187,5 kHz                              |
| DSC-Ruf im Routineverkehr                                                                | 2177,0 kHz                           | 2189,5 kHz                              |
| Sprachkanal im Not., Dringlichkeits- und Sicherheitsverkehr sowie allgemeiner Anrufkanal | 2182,0 kHz                           | 2182,0 kHz                              |
| Arbeitskanal (Sprache) im Routineverkehr                                                 | 1624,5 kHz                           | 2159,5 kHz                              |

Die Verkehrsabwicklung in der Grenzwellentelefonie findet des Weiteren über fünf abgesetzte Stationen mit folgenden Arbeitskanälen statt:
| Standort  | Position             | Sende- frequenz | Empfangs- Frequenz |
| --------- | -------------------- | --------------- | ------------------ |
| Blåvand   | 55° 33′ N, 8° 6′ O   | 1734 kHz        | 2078 kHz           |
| Bovbjerg  | 56° 31′ N, 8° 10′ O  | 1767 kHz        | 2111 kHz           |
| Skamlebæk | 55° 50′ N, 11° 25′ O | 1704 kHz        | 2129 kHz           |
| Rønne     | 55° 2′ N, 15° 6′ O   | 2586 kHz        | 1995 kHz           |
| Skagen    | 57° 44′ N, 10° 34′ O | 1758 kHz        | 2102 kHz           |

## Aktuelle Lage
Eine aktuelle Auflistung des Bundesamtes für Seeschifffahrt und Hydrographie weist für Lyngby Radio mit Blåvand und Rønne nur noch zwei abgesetzte Stationen im Grenzwellen-/Mittelwellenverkehr und elf abgesetzte Stationen im UKW-Verkehr aus:
| Grenzwelle-/Mittelwelle | Grenzwelle-/Mittelwelle |
| Standort                | Sende- frequenz         |
| ----------------------- | ----------------------- |
| Blåvand                 | 1734 kHz                |
| Rønne                   | 2586 kHz                |

| UKW           | UKW                   | UKW                    | UKW           | UKW       | UKW                   | UKW                    | UKW       |
| Station       | erster Arbeits- kanal | zweiter Arbeits- kanal | Seegebiet     | Station   | erster Arbeits- kanal | zweiter Arbeits- kanal | Seegebiet |
| ------------- | --------------------- | ---------------------- | ------------- | --------- | --------------------- | ---------------------- | --------- |
| Als           | 62                    |                        | B11, B12      | Silkeborg | 5                     |                        | B12       |
| Blåvand       | 7                     |                        | N9, N10       | Svendborg | 18                    |                        | B11, B12  |
| Karleby       | 7                     | 61                     | B11, B12      | Vejby     | 63                    |                        | B12       |
| Kbh./Lynetten | 3                     | 5                      | B11, B12      | Vejle     | 65                    |                        | B12       |
| Mern          | 2                     | 64                     | B10, B11, B12 | Årsballe  | 1                     | 4                      | B10, B11  |
| Røsnæs        | 1                     | 4                      | B12           |           |                       |                        |           |